# Eesti Tipp Modell (terza edizione)
La terza edizione di Eesti Tipp Modell è andata in onda sul canale estone Kanal 2 dal 4 dicembre 2014 al 12 marzo 2015 sotto la conduzione della riconfermata Liisi Eesmaa, la quale figurava nuovamente anche in veste di giurata; la Eesmaa era affiancata in giuria da volti noti della tv e della moda estone come Toomas Volkmann ed Urmas Väljaots, entrambi presenti anche nell'edizione precedente.

Novità di questa edizione è stata la presenza nel cast (mantenuto a 12 concorrenti) di tre ragazzi; la destinazione internazionale è stata Milano.

La vincitrice è stata Aule Õun, 16 anni da Karksi-Nuia.

## Concorrenti
(L'età si riferisce al tempo della messa in onda)
In ordine di eliminazione
| Concorrente                 | Età | Residenza   | Altezza  | Posizione                  |
| --------------------------- | --- | ----------- | -------- | -------------------------- |
| Hanna-Maria Sell            | 16  | Haapsalu    | 175,5 cm | Eliminata nell'episodio 2  |
| Kristina Trees              | 16  | Hummuli     | 174 cm   | Eliminata nell'episodio 3  |
| Mona Kattel                 | 19  | Paide       | 172,5 cm | Eliminata nell'episodio 4  |
| Hristina Parimskaja         | 18  | Põlvamaa    | 172 cm   | Eliminata nell'episodio 5  |
| Stefani Kask                | 20  | Tallinn     | 170 cm   | Eliminata nell'episodio 7  |
| Kevin Sarapuu               | 18  | Tallinn     | 187 cm   | Eliminato nell'episodio 8  |
| Sandro Pullakbutu           | 22  | Tartu       | 182 cm   | Eliminato nell'episodio 11 |
| Gerili Narusing             | 18  | Karksi-Nuia | 174 cm   | Eliminata nell'episodio 12 |
| Ekaterina "Katja" Bulgarina | 21  | Tallinn     | 177 cm   | Secondi classificati       |
| Hendrik Adler               | 24  | Saaremaa    | 186 cm   | Secondi classificati       |
| Liise Hanni                 | 16  | Pärnu       | 178 cm   | Secondi classificati       |
| Aule Õun                    | 16  | Karksi-Nuia | 174 cm   | Vincitrice                 |

## Riassunti

### Ordine di chiamata
| Ordine | Episodi  | Episodi  | Episodi  | Episodi  | Episodi | Episodi | Episodi | Episodi | Episodi | Episodi | Episodi |
| Ordine | 2        | 3        | 4        | 5        | 6       | 7       | 8       | 9       | 11      | 12      | 13      |
| ------ | -------- | -------- | -------- | -------- | ------- | ------- | ------- | ------- | ------- | ------- | ------- |
| 1      | Liise    | Mona     | Hendrik  | Katja    | Katja   | Hendrik | Liise   | Katja   | Gerili  | Katja   | Aule    |
| 2      | Mona     | Kevin    | Liise    | Sandro   | Liise   | Katja   | Katja   | Hendrik | Katja   | Aule    | Hendrik |
| 3      | Sandro   | Hristina | Stefani  | Gerili   | Hendrik | Gerili  | Gerili  | Aule    | Hendrik | Hendrik | Katja   |
| 4      | Hendrik  | Hendrik  | Aule     | Aule     | Kevin   | Aule    | Sandro  | Gerili  | Liise   | Liise   | Liise   |
| 5      | Katja    | Liise    | Gerili   | Liise    | Sandro  | Sandro  | Aule    | Liise   | Aule    | Gerili  |         |
| 6      | Kevin    | Aule     | Hristina | Hendrik  | Stefani | Kevin   | Hendrik | Sandro  | Sandro  |         |         |
| 7      | Hristina | Sandro   | Kevin    | Stefani  | Aule    | Liise   | Kevin   |         |         |         |         |
| 8      | Stefani  | Katja    | Katja    | Kevin    | Gerili  | Stefani |         |         |         |         |         |
| 9      | Gerili   | Gerili   | Sandro   | Hristina |         |         |         |         |         |         |         |
| 10     | Aule     | Stefani  | Mona     |          |         |         |         |         |         |         |         |
| 11     | Kristina | Kristina |          |          |         |         |         |         |         |         |         |
| 12     | Hanna-M. |          |          |          |         |         |         |         |         |         |         |

     Il concorrente è eliminato
     Il concorrente è parte di una non eliminazione
     Il concorrente ha vinto la gara
- Il primo episodio non vede alcun ordine di chiamata
- Nell'episodio 5 al ballottaggio ci sono 3 concorrenti invece che 2
- Nell'episodio 6, Aule e Gerili sono a rischio eliminazione ma vengono entrambe salvate
- Nell'episodio 9, Liise e Sandro sono a rischio eliminazione ma vengono tenuti in gara, sebbene non venga loro permesso di partecipare ad un fashion show a Milano
- L'episodio 10 vede soltanto la messa in onda del fashion show e di un servizio fotografico a Milano (soltanto per Aule, Gerili, Hendrik e Katja)
- Nell'episodio 13, Aule viene proclamata vincitrice tra i quattro semifinalisti

### Photoshoots
- Episodio 1: Posando in gruppi con cani (Casting)
- Episodio 2: Servizio fotografico in una pista automobilistica
- Episodio 3: Servizio fotografico con bambini
- Episodio 4: Servizio fotografico ispirato agli anni '60 con Ford Mustang
- Episodio 5: Scatti natalizi
- Episodio 6: Pubblicità di scarpe su un iceberg
- Episodio 7: Illusioni ottiche
- Episodio 8: Aristocratici del Rinascimento
- Episodio 9: Scatti in bianco e nero con accessori
- Episodio 10: Servizio fotografico per Magnum
- Episodio 11: Servizio fotografico stile geishe e Servizio fotografico per rivista Cosmo
- Episodio 12: Servizio fotografico sott'acqua e Servizio fotografico impersonando celebrità di Hollywood